# Гусиное (озеро, Кызылжарский район)
Гусиное (каз. Гусиное) — озеро в Кызылжарском районе Северо-Казахстанской области Казахстана. Находится к западу от села Желяково.
По данным топографической съёмки 1940-х годов, площадь поверхности озера составляет 1,53 км². Наибольшая длина озера — 1,9 км, наибольшая ширина — 0,8 км. Длина береговой линии составляет 5,9 км, развитие береговой линии — 1,33. Озеро расположено на высоте 88,3 м над уровнем моря.